# ハンター・タイソン
ハンター・タイソン（Hunter Tyson, 2000年6月13日 - ）は、アメリカ合衆国・ノースカロライナ州モンロー出身のプロバスケットボール選手。NBAのデンバー・ナゲッツに所属している。ポジションはスモールフォワード。

## 経歴

### ハイスクール
高校最終年時には1試合平均27.1得点を記録した。

### カレッジ
大学はクレムソン大学に進学した。1年時は全31試合ベンチスタートで、1試合平均1.6得点を記録した。2年時にも31試合に出場し、1試合平均5.5得点、3.0リバウンドを記録した。そのシーズンの中盤に行われたバージニア工科大学との試合で顔面を骨折し、5試合を欠場、復帰後は顔面保護マスクを着用しながらプレーした。4年時には1試合平均10得点、5.5リバウンドを記録した。2020年のCOVID-19蔓延時にプレーしていた選手たちに対しての特例措置を行使し、大学5年目のシーズンを迎えることを決めた。そのシーズンに1試合平均15.3得点、9.6リバウンドを記録し、オールACCファーストチームに選出された。また、同年にスキップ・プロッサー賞も受賞している。

### デンバー・ナゲッツ
2023年のNBAドラフトにて2巡目全体37位でオクラホマシティ・サンダーに指名され、デンバー・ナゲッツにトレードされた。2023年7月6日に正式にナゲッツと契約した。

## 代表歴
2019年にイタリア・ナポリで開催された夏季ユニバーシアードで、アメリカ代表に選出された。

## 人物
弟のケイドは2022年にノースカロライナ ミスター・バスケットボールに選出されており、現在はベルモント大学でプレーしている。

## 個人成績

### NBA

#### レギュラーシーズン
| シーズン | チーム | GP | GS | MPG | FG%  | 3P%  | FT%  | RPG | APG | SPG | BPG | PPG |
| -------- | ------ | -- | -- | --- | ---- | ---- | ---- | --- | --- | --- | --- | --- |
| 2023–24  | DEN    | 18 | 0  | 2.7 | .400 | .286 | ---  | .5  | .1  | .1  | .0  | 1.1 |
| 2024–25  | DEN    | 51 | 2  | 7.8 | .375 | .311 | .750 | 1.5 | .4  | .2  | .1  | 2.6 |
| 通算     | 通算   | 69 | 2  | 6.5 | .379 | .307 | .750 | 1.3 | .3  | .2  | .1  | 2.2 |

#### プレーオフ
| シーズン | チーム | GP | GS | MPG | FG%  | 3P%  | FT%   | RPG | APG | SPG | BPG | PPG |
| -------- | ------ | -- | -- | --- | ---- | ---- | ----- | --- | --- | --- | --- | --- |
| 2024     | DEN    | 3  | 0  | 4.6 | .000 | .000 | .500  | 1.0 | .3  | .0  | .0  | .3  |
| 2025     | DEN    | 5  | 0  | 6.0 | .500 | .200 | 1.000 | 1.6 | .4  | .2  | .0  | 3.0 |
| 通算     | 通算   | 8  | 0  | 5.5 | .357 | .125 | .833  | 1.4 | .4  | .1  | .0  | 2.0 |